# YaCy
YaCy是一个开源的基于P2P的分布式网页搜索引擎系统，任何人都可以用YaCy为自己建立个人的搜索门户，以实现信息的自由共享。
其核心是分布在数百台计算机上的被称为YaCy-peer的计算机程序，基于p2p网络构成了YaCy网络，整个网络是一个分散的架构，所有的peer处于对等的地位，没有统一的中心服务器，每个peer独立地进行互联网的爬行抓取，分析及建立索引库，并通过p2p网络进行共享；而且每个peer又都是一个独立的代理服务器，能够对本机使用的网页进行索引，也通过本机运行的web服务器进行查询和返回结果。
YaCy采用多种机制保护用户的隐私，YaCy网络基于点对点连接，而不是通过中央服务器进行搜索查询，保证内容不被审查，而且所有的搜索请求都被加密，搜索结果不会被中央服务器记录和分析。
YaCy同时也是一个Http缓存代理服务器，它可以搜索你自己的或全局的索引，也可以Crawl自己的网页或启动分布式Crawling等。YaCy程序安装成功后，即可以进行搜索，电脑会整理出自己的独立搜索索引和排名。
YaCy第一个版本已经发布，目前有14亿份文档已编入索引，已完成了13万次搜索。